# مقاطعة أوبراين (آيوا)
مقاطعة أوبراين (بالإنجليزية: O'Brien County)‏ هي إحدى مقاطعات ولاية آيوا في الولايات المتحدة الأمريكية.